# Jan Skaszewski
Zasugerowano, aby zintegrować ten artykuł z artykułem Jan Skarszewski (dyskusja). Nie opisano powodu propozycji integracji.
Jan Skaszewski herbu Grabie (zm. przed 12 kwietnia 1634 roku) – marszałek Trybunału Głównego Koronnego w 1614 roku, podkomorzy chełmski w 1612 roku, wojski chełmski w 1612 roku.
Poseł na sejm 1611 roku z ziemi chełmskiej, komisarz sejmowy do lustracji dóbr królewskich na Mazowszu i Podlasiu. Poseł ziemi chełmskiej na sejm zwyczajny 1613 roku.